# أندرو ريبيرو
أندرو ريبيرو (بالإنجليزية: Andrew Ribeiro)‏ (22 أكتوبر 1990 بغرين باي في الولايات المتحدة - ) هو لاعب كرة قدم أمريكي في مركز الدفاع. لعب مع نادي شيفاز يو إس أي وتشارلوت إندبنتنس وOrlando City B ‏ وCapital FC ‏ وبيتسبورغ ريفرهوندز وChicago Fire U-23 ‏ ونادي بان.

## وصلات خارجية
- أندرو ريبيرو على موقع قاعدة بيانات كرة القدم.إي يو (الإنجليزية)